# Anachis guerreroensis
Anachis guerreroensis is een slakkensoort uit de familie van de Columbellidae. De wetenschappelijke naam van de soort is voor het eerst geldig gepubliceerd in 1937 door Strong & Hertlein.